# Pont Rouelle
Pont Rouelle (česky Most Rouelle) je železniční most přes řeku Seinu v Paříži. Prochází přes ostrov Cygnes a spojuje 15. obvod na pravém břehu a 16. obvod na levém. Most slouží pro linku příměstské železnice RER C.

## Historie
Most byl postaven u příležitosti světové výstavy v roce 1900. V roce 1924 zde byl ukončen provoz osobní dopravy pro ztrátovost a v roce 1936 byl most uzavřen i pro nákladní dopravu. V letech 1984–1985 prošel celkovou rekonstrukcí a svému účelu začal opět sloužit v roce 1988, kdy byla uvedena do provozu nová větev linky RER C.

## Architektura
Některé části obloukového mostu jsou zděné, konstrukce přes řeku jsou ocelové. Jeho celková délka činí asi 370 metrů a šířka 20 metrů.
Most se skládá z několika různých částí. Na pravém břehu jsou tři zděné oblouky, pod kterými vede nábřežní vozovka, následuje jeden kovový oblouk (85,7 metrů), který se klene až na ostrov Cygnes. Přes ostrov byl vystavěn jeden kamenný oblouk a odtud na levý břeh pokračuje opět ocelový most usazený na dvou pilířích.